# Nudaurelia macrothyris
Nudaurelia macrothyris is een vlinder uit de familie nachtpauwogen (Saturniidae), onderfamilie Saturniinae.
De wetenschappelijke naam van de soort is, als Bunaea macrothyris, voor het eerst geldig gepubliceerd door Rothschild in 1906.

## Type
Het holotype, een vrouwtje, werd op 16 november 1904 verzameld door William John Ansorge te Chissamba in de Angolese provincie Bié ("Chissamba, Bihé, Angola").

## Andere combinaties
- Bunaea macrothyris Rothschild, 1906
  - Imbrasia macrothyris (Rothschild, 1906)